# Melanargia henrike
Melanargia henrike är en fjärilsart som beskrevs av Ulf Eitschberger 1971. Melanargia henrike ingår i släktet Melanargia och familjen praktfjärilar. Inga underarter finns listade i Catalogue of Life.